# Croce commemorativa della 7ª Armata
La croce commemorativa della 7ª Armata fu una medaglia non ufficiale realizzata per iniziativa privata, rivolta a tutti coloro che avessero militato nella 7ª Armata dell'esercito italiano durante la prima guerra mondiale.

## Insegne
- La  medaglia era costituita da una croce greca a braccia squadrate in bronzo smaltata di blu, avente al centro un grande medaglione bronzeo circolare riportante un'aquila con le ali spiegate appolaiata su uno sperone di roccia che guarda una città.[1] Sul retro la medaglia non era smaltata e riportava in rilievo la scritta "VII ARMATA" in un medaglione circolare attorniato da una corona d'alloro in rilievo.[2]
- Il  nastro era costituito da fasce colorate alternate, sei blu e cinque verdi.